# Corydoras septentrionalis
Corydoras septentrionalis är en fiskart som beskrevs av Gosline, 1940. Corydoras septentrionalis ingår i släktet Corydoras och familjen Callichthyidae. Inga underarter finns listade i Catalogue of Life.